# Meteora World Tour
Meteora World Tour fue una gira de conciertos del año 2004, llevada a cabo por la banda estadounidense de rock Linkin Park, contando con las colaboraciones estelares de las bandas P.O.D., Hoobastank y Story of the Year

## Lista de canciones
METEORA NORTHAMERICA TOUR
01."With You"
02."Runaway"
03."Papercut"
04."Points of Authority"
05."Don't Stay"
06."Somewhere I Belong"
07."It's Goin' Down"
08."Lying from You"
09."Nobody's Listening"
10."Breaking the Habit"
11."From the Inside"
12."Faint"
13."Numb"
14."Crawling"
15."In the End"
Encore
16."My December"
17."P5HNG ME A*WY"
18."A Place for My Head"
19."One Step Closer"

METEORA EUROPEAN TOUR
01."Gacela Intro / Don't Stay"
02."Lying from You"
03."Papercut"
04."Points of Authority"
05."With You"
0
6."Runaway"
07."Step Up/Nobody's Listening/It's Goin' Down" (Hip Hop Medley)
08."Somewhere I Belong"
09."From the Inside"
10."Breaking the Habit"
11."Numb"
12."Faint"
13."In the End"
14."A Place for My Head"
Encore
15."Crawling"
16."Wish (Nine Inch Nails cover)
17."One Step Closer"

## Fechas de la gira
| Fecha                   | Ciudad            | País          | Lugar                               |
| ----------------------- | ----------------- | ------------- | ----------------------------------- |
| Norteamérica            |                   |               |                                     |
| 16 de enero de 2004     | Fairfax           | United States | Patriot Center                      |
| 17 de enero de 2004     | Worcester         | United States | Worcester Centrum Centre            |
| 18 de enero de 2004     | Uniondale         | United States | Nassau Coliseum                     |
| 20 de enero de 2004     | Philadelphia      | United States | Wachovia Center                     |
| 21 de enero de 2004     | Cleveland         | United States | CSU Convocation Center              |
| 23 de enero de 2004     | Montreal          | Canadá        | Bell Centre                         |
| 24 de enero de 2004     | Toronto           | Canadá        | Air Canada Centre                   |
| 25 de enero de 2004     | Columbus          | United States | Nationwide Arena                    |
| 27 de enero de 2004     | Auburn Hills      | United States | The Palace of Auburn Hills          |
| 29 de enero de 2004     | Rosemont          | United States | Allstate Arena                      |
| 30 de enero de 2004     | Madison           | United States | Veterans Memorial Coliseum          |
| 31 de enero de 2004     | St. Paul          | United States | Xcel Energy Center                  |
| 2 de febrero de 2004    | Colorado Springs  | United States | World Arena                         |
| 5 de febrero de 2004    | Long Beach        | United States | Long Beach Arena                    |
| 10 de febrero de 2004   | West Valley City  | United States | E Center                            |
| 12 de febrero de 2004   | Vancouver         | Canadá        | Pacific Coliseum                    |
| 13 de febrero de 2004   | Tacoma            | United States | Tacoma Dome                         |
| 14 de febrero de 2004   | Portland          | United States | Memorial Coliseum                   |
| 16 de febrero de 2004   | San Jose          | United States | HP Pavilion                         |
| 17 de febrero de 2004   | San Diego         | United States | Cox Arena                           |
| 18 de febrero de 2004   | Sacramento        | United States | ARCO Arena                          |
| 20 de febrero de 2004   | Las Vegas         | United States | Thomas & Mack Center                |
| 22 de febrero de 2004   | Norman            | United States | Lloyd Noble Center                  |
| 23 de febrero de 2004   | Dallas            | United States | American Airlines Center            |
| 25 de febrero de 2004   | San Antonio       | United States | Freeman Coliseum                    |
| 26 de febrero de 2004   | Houston           | United States | Toyota Center                       |
| 27 de febrero de 2004   | North Little Rock | United States | Alltel Arena                        |
| 29 de febrero de 2004   | Nashville         | United States | Gaylord Entertainment Center        |
| 1 de marzo de 2004      | Lexington         | United States | Rupp Arena                          |
| 2 de marzo de 2004      | Greensboro        | United States | Greensboro Coliseum                 |
| 4 de marzo de 2004      | Sunrise           | United States | Office Depot Center                 |
| 5 de marzo de 2004      | Tampa             | United States | USF Sun Dome                        |
| 6 de marzo de 2004      | Atlanta           | United States | Philips Arena                       |
| 15 de marzo de 2004     | Inglewood         | United States | The Forum                           |
| Eurasia                 |                   |               |                                     |
| 3 de junio de 2004      | Glasgow           | Scotland      | Glasgow Green                       |
| 5 de junio de 2004      | Castle Donington  | England       | Donington Park                      |
| 6 de junio de 2004      | Adenau            | Germany       | Nürburgring                         |
| 9 de junio de 2004      | Lisbon            | Portugal      | Parque do Tejo (Parque de Nas)      |
| 13 de junio de 2004     | Yakarta           | Indonesia     | Pantai Karnaval                     |
| 15 de junio de 2004     | Manila            | Philippines   | CCP Grounds                         |
| 17 de junio de 2004     | Hong Kong         | China         | HK Convention and Exhibition Centre |
| 20 de junio de 2004     | Bangkok           | Tailandia     | Aktive Square                       |
| 22 de junio de 2004     | Singapur          | Singapur      | The Padang                          |
| Projekt Revolution Tour |                   |               |                                     |